# فهرست آثار ملی استان کرمان
| ردیف | نام اثر                        | شهرستان | آدرس                                                             | قدمت                            | شماره ثبت | تاریخ ثبت  |
| ---- | ------------------------------ | ------- | ---------------------------------------------------------------- | ------------------------------- | --------- | ---------- |
| ۱    | گنبد جبلیه                     | کرمان   | انتهای خیابان شهدا                                               | سلجوقیان                        | ۲۹۶       | ۱۳۱۶/۰۹/۲۹ |
| ۲    | آرامگاه شاه نعمت الله ولی      | کرمان   | ماهان                                                            | صفویه                           | ۱۳۲       | ۱۳۱۰/۱۰/۱۵ |
| ۳    | باغ شاهزاده                    | کرمان   | ماهان                                                            | قاجاریه                         | ۱۰۱۲      | ۱۳۵۳/۰۸/۱۴ |
| ۴    | ارگ بم                         | بم      | بم                                                               | سده ۵ ق.م                       | ۵۱۹       | ۱۳۴۵/۰۱/۰۱ |
| ۵    | میمند                          | شهربابک | میمند                                                            | سده ۱۲ ق.م                      | ۴۵۱۳      | ۱۳۸۰       |
| ۶    | مدرسه حیاتی                    | کرمان   | کرمان، ضلع شرقی بازار میدان قلعه، مقابل کاروانسرای حاج مهدی      | قاجاریه                         | ۴۱۸۱      | ۱۳۸۰/۰۷/۱۰ |
| ۷    | باغ موزه هرندی                 | کرمان   | خیابان فردوسی                                                    | معاصر                           | ۱۱۷۰      | ۱۳۵۴/۰۹/۰۸ |
| ۸    | یخدان مویدی                    | کرمان   | خیابان ابوحامد                                                   | صفوی                            | ۲۴۳۷      | ۱۳۷۸/۰۸/۰۲ |
| ۹    | یخدان جو مویدی                 | کرمان   | خیابان سام                                                       | قاجاریه                         | ۶۷۵۵      | ۱۳۸۱/۱۰/۱۰ |
| ۱۰   | یخدان زریسف                    | کرمان   | خیابان شهدا                                                      | قاجاریه                         | ۳۵۱۰      | ۱۳۷۹/۱۲/۲۵ |
| ۱۱   | ارگ انار                       | انار    | انار                                                             | ساسانیان                        | ۳۰۳۴۳     | ۱۳۸۹/۱۱/۱۷ |
| ۱۲   | خانه پرداختی                   | کرمان   | خیابان زریسف، کوچه برزو آمیغی                                    | قاجاریه                         | ۶۱۱۸      | ۱۳۸۱/۰۷/۰۷ |
| ۱۳   | مسجد ملک                       | کرمان   | خیابان امام خمینی                                                | سلجوقیان                        | ۷۶۰       | ۱۳۴۶/۰۷/۱۵ |
| ۱۴   | مسجد جامع مظفری                | کرمان   | میدان مشتاق                                                      | مظفریان                         | ۲۷۶       | ۱۳۱۵/۱۲/۱۲ |
| ۱۵   | باغ فتح آباد (عمارت بیگلربیگی) | کرمان   | ۲۵ کیلومتری جاده اختیارآباد                                      | قاجاریه                         | ۷۲۸۴      | ۱۳۸۱/۱۱/۱۲ |
| ۱۶   | بادگیر چپقی                    | سیرجان  | سیرجان، بلوار دکتر صادقی                                         | معاصر                           | ۶۴۶۷      | ۱۳۸۱/۰۷/۰۷ |
| ۱۷   | قلعه داوودآباد                 | انار    | امین شهر                                                         | صفویه                           | ۲۱۴۸۳     | ۱۳۸۶/۱۲/۰۷ |
| ۱۸   | مجموعه گنجغلیخان               | کرمان   | بازار کرمان                                                      | صفویه                           | ۸۲۹       | ۱۳۴۷/۰۲/۲۶ |
| ۱۹   | برج قنات النوج                 | شهربابک | شهربابک، روستای قنات النوج، خیابان امام                          | قاجاریه                         | ۲۶۲۶۲     | ۱۳۸۷/۱۲/۲۷ |
| ۲۰   | برج منصوری                     | شهربابک | شهربابک، روستای خورسند، خیابان امام                              | قاجاریه                         | ۲۶۲۵۸     | ۱۳۸۷/۱۲/۲۷ |
| ۲۱   | باخ امام جمعه                  | کرمان   | کرمان، خیابان شهید صیاد شیرازی، خیابان شهید ابراهیمی جنوبی       | قاجاریه                         | ۹۲۶۴      | ۱۳۸۲/۰۵/۰۷ |
| ۲۲   | باغ و عمارت سردار              | کرمان   | کرمان ، سراسیاب فرسنگی                                           | قاجاریه                         | ۱۱۵۹۹     | ۱۳۸۳/۱۲/۲۴ |
| ۲۳   | یخدان های دوقلوی سیرجان        | سیرجان  | سیرجان                                                           | قاجاریه                         | ۱۱۸۷۵     | ۱۳۸۴/۰۳/۱۸ |
| ۲۴   | قلعه سنگ سیرجان                | سیرجان  | هفت کیلومتری جنوب شرق سیرجان                                     | ساسانیان                        | ۵۳        | ۱۳۱۰/۰۶/۲۴ |
| ۲۵   | مدرسه و کاروانسرای گنجعلیخان   | کرمان   | بازار کرمان                                                      | صفویه                           | ۲۹۷       | ۱۳۱۶/۰۹/۲۹ |
| ۲۶   | مقبره خواجه اتابک              | کرمان   | خیابان ابوحامد                                                   | سلجوقیان                        | ۲۵۳       | ۱۳۱۵/۰۳/۳۰ |
| ۲۷   | مسجد پامنار                    | کرمان   | محله بازار شاه                                                   | قرن هشتم                        | ۲۱۰       | ۱۳۱۳/۰۴/۳۰ |
| ۲۸   | کلیسای کرمان                   | کرمان   | حیابان شریعتی، کوچه یک                                           | معاصر                           | ۲۶۲۴۶     | ۱۳۸۷/۱۲/۲۷ |
| ۲۹   | گنبد سبز                       | کرمان   | محله بازار شاه                                                   | قراختائیان (قرن هفتم هجری شمسی) | ۱۲۴       | ۱۳۱۰/۱۰/۱۵ |
| ۳۰   | حمام و بازار ابراهیم خان       | کرمان   | بازار کرمان                                                      | قاجاریه                         | ۳۹۷       | ۱۳۳۴/۱۱/۱۱ |
| ۳۱   | مسجد حاج علی آقا               | کرمان   | سه راه شمال-جنوبی                                                | قاجاریه                         | ۵۲۷       | ۱۳۴۵/۰۱/۰۱ |
| ۳۲   | تل بلیس                        | بردسیر  | شمال آبادی سلطان آباد و جاده کرمان                               | پیش از تاریخ                    | ۴۹۰       | ۱۳۴۴/۰۹/۰۱ |
| ۳۳   | گنبد مشتاقیه                   | کرمان   | شرق مشتاقیه کرمان                                                | قاجاریه                         | ۵۲۵       | ۱۳۴۵/۰۱/۰۱ |
| ۳۴   | بنای امامزاده شاهزاده حسین     | کرمان   | جوپار                                                            | صفویه                           | ۵۲۹       | ۱۳۴۵/۰۱/۰۱ |
| ۳۵   | تپه یحیی                       | بافت    | دولت آباد                                                        | ساسانیان                        | ۹۰۴       | ۱۳۴۹/۰۹/۰۹ |
| ۳۶   | مجموعه وکیل                    | کرمان   | بازار کرمان                                                      | قاجاریه                         | ۱۰۱۱      | ۱۳۵۳/۰۸/۱۴ |
| ۳۷   | یخچال حاج علی آقا              | رفسنجان | قریه عباس آباد، ۶ کیلومتری رفسنجان                               | قرن سیزدهم                      | ۱۰۷۵      | ۱۳۵۴/۰۳/۱۱ |
| ۳۸   | آسیاب آبی شعبجره               | کوهبنان | کوهبنان، شعبجره،جاده قدیم (کوچه باغ) ، روبروی مدرسه قدیمی حافظ   | قاجاریه                         | ۲۵۲۹۸     | ۱۳۸۷/۱۲/۱۸ |
| ۳۹   | خانه دولت زاده                 | کرمان   | کرمان، خیابان شهدای فتح آبادان، کوچه شماره ۱                     | قاجاریه                         | ۲۳۹۰۶     | ۱۳۸۷/۰۹/۱۸ |
| ۴۰   | کاروان‌سرای مسکون               | جیرفت   | جیرفت، بخش جبالباز، دهستان مسکون، روستای دروغگو                  | صفویه                           | ۲۳۱۳۲     | ۱۳۸۷/۰۵/۰۲ |
| ۴۱   | مسجد ملک دینار                 | کرمان   | خیابان امام خمینی، امام خمینی ۱۷ (کوچه روبروی مسجد امام)         | قاجاریه                         | ۲۳۱۲۶     | ۱۳۸۷/۰۵/۰۲ |
| ۴۲   | کاروان‌سرای هندوها              | کرمان   | کرمان، ضلع شرقی بازار میدان قلعه، مقابل کاروانسرای حاج مهدی      | قاجاریه                         | ۴۱۸۱      | ۱۳۸۰/۰۷/۱۰ |
| ۴۳   | کارخانه برق هرندی              | کرمان   | کرمان، خ شریعتی، کوچه ۲۱، (کوچه برق) ، روبروی اداره برق          | معاصر                           | ۱۳۳۷۹     | ۱۳۸۴/۰۵/۲۵ |
| ۴۴   | کاروان‌سرای بازار گلشن          | کرمان   | کرمان، حدفاصل بازار اصلی و بازار کفاش‌ها                          |                                 | ۳۸۶۰      | ۱۳۸۰/۰۲/۲۵ |
| ۴۵   | کاروان‌سرای حاج آقا علی         | کرمان   | بازار بزرگ کرمان                                                 |                                 | ۳۸۶۵      | ۱۳۸۰/۰۲/۲۵ |
| ۴۶   | قلعه گنجعلیخان                 | کرمان   | کرمان - بُندر والی آباد - جنب ده یاری                             | صفویه                           | ۹۲۶۵      | ۱۳۸۲/۰۵/۰۷ |
| ۴۷   | مدرسه محمودیه                  | کرمان   | کرمان، خ شریعتی، بازار اختیاری، کوچه مدرسه محمودیه               | صفویه                           | ۱۳۰۷۳     | ۱۳۸۴/۰۵/۲۲ |
| ۴۸   | بازار بزرگ کرمان               | کرمان   | کرمان ، بین میدان ارگ و خیابان میرزارضای کرمانی                  |                                 | ۳۸۵۶      | ۱۳۸۰/۰۲/۲۵ |
| ۴۹   | بند مملکت                      | کرمان   | کرمان، میدان مشتاق، خیابان شهدا، کوچه ۴۸، پایین تخت دریا قلی بیگ | صفویه                           | ۲۱۴۹۹     | ۱۳۸۶/۱۲/۰۷ |
| ۵۰   | بقایای حصار شهر قدیم کرمان     | کرمان   | کرمان، حد فاصل خیابان معلم و خیابان عدالت                        | قاجاریه                         | ۶۱۲۵      | ۱۳۸۱/۰۷/۰۷ |
| ۵۱   | کوشک رموک                      | کرمان   | بخش شهداد                                                        | قرون اولیه اسلامی               | ۸۲۷       | ۱۳۴۷/۰۲/۲۶ |
| ۵۲   | مجموعه بیرم‌آباد                | کرمان   | بخش مرکزی قسمت شرقی شهرحدجنوبی کوههای شرقی                       | صفویه                           | ۲۲۶۹      | ۱۳۷۷/۱۲/۰۸ |
| ۵۳   | قلعه رموک                      | کرمان   | بخش شهداد                                                        | قرون اولیه اسلامی               | ۸۲۸       | ۱۳۴۷/۰۲/۲۶ |
| ۵۴   | آرامگاه شیخ عبدالسلام          | کرمان   | روستای لنگر                                                      | قرن ۸ ه.ق.                      | ۱۳۱۴      | ۱۳۵۵/۰۹/۰۸ |
| ۵۵   | منزل امام جمعه                 | کرمان   | بازار کرمان، کوچه دوازده امام، پلاک ۴۸                           | قاجاریه                         | ۱۴۹۹      | ۱۳۵۵/۱۰/۰۶ |
| ۵۶   | خانه جواد امراللهی             | کرمان   | استان کرمان، شهرستان کرمان، سه راه چمران، کوچه شماره ۷           | قاجاریه                         | ۱۵۰۰      | ۱۳۵۵/۱۰/۰۶ |
| ۵۷   | منزل مسکونی فدائی              | کرمان   | محله بازار وکیل، کوی قرایچی، پلاک ۱۹                             | قاجاریه                         | ۱۵۰۱      | ۱۳۵۵/۱۰/۰۶ |
| ۵۸   | خانه ورثه افلاطون نفیسی        | کرمان   | منطقه بازار، کوچه مدنی، پلاک ۲                                   | قاجاریه                         | ۱۵۰۲      | ۱۳۵۵/۱۰/۰۶ |
| ۵۹   | خانه وقف مسجد وکیل             | کرمان   | بازار وکیل، کوی خزاعی، پلاک ۸                                    | قاجاریه                         | ۱۵۰۳      | ۱۳۵۵/۱۰/۰۶ |
| ۶۰   | شتر گلو                        | کرمان   | بخش ماهان                                                        | قاجاریه                         | ۱۵۶۵      | ۱۳۵۶/۰۷/۱۸ |
| ۶۱   | بیمارستان مرسلین               | کرمان   | خ باستانی پاریزی، جنب شرکت فرش ایران                             | قاجاریه                         | ۱۷۶۷      | ۱۳۷۵/۰۸/۲۶ |
| ۶۲   | مناره مسجد جامع نگار           | بردسیر  | دهستان نگار واقع در جبهه غربی دهستان                             | سلجوقیان                        | ۲۰۰۴      | ۱۳۷۷/۰۲/۰۱ |
| ۶۳   | میل نادری                      | نرماشیر | جنوب شرقی نرماشیر                                                | سلجوقیان                        | ۱۴۳       | ۱۳۱۰/۱۰/۱۵ |
| ۶۴   | باغ و عمارت سردار              | کرمان   | کرمان، انتهای خیابان سرآسیاب فرسنگی، کوچه سردار                  | قاجاریه                         | ۱۱۵۹۹     | ۱۳۸۳/۱۲/۲۴ |
| ۶۵   | کاروان‌سرای خانه سرخ            | سیرجان  | ۶۰ک شمال شرق سیرجان در مسیر جاده                                 | قاجاریه                         | ۲۲۸۲      | ۱۳۷۸/۰۱/۰۹ |
| ۶۶   | مسجد پاکتنگ                    | کرمان   | کرمان، خیابان شریعتی، خیابان شهید تجلی، مجاور مدرسه ابراهیم خان  | قاجاریه                         | ۹۵۶۲      | ۱۳۸۲/۰۵/۲۷ |
| ۶۷   | ساختمان دانشکده پرستاری        | کرمان   | کرمان، خ مدیریت                                                  | قاجاریه                         | ۳۶۳۴      | ۱۳۷۹/۱۲/۲۵ |
| ۶۸   | تکیه مدیر الملک                | کرمان   | کرمان، شمال خیابان امام، نبش کوچه شماره ۹                        | قاجاریه                         | ۶۱۱۳      | ۱۳۸۱/۰۷/۰۷ |
| ۶۹   | مقبره شیخ داوود                | کرمان   | کرمان، خ ابو حامد، کوچه ابو حامد ۲۶، چهار کوجه دوم               | ایلخانان                        | ۱۳۲۸۳     | ۱۳۸۴/۰۵/۲۲ |
| ۷۰   | تل قلعه لنگر                   | کرمان   | جنوب شرقی کرمان، لنگر ماهان                                      | پیش از تاریخ                    | ۵۰۰       | ۱۳۴۵/۰۱/۰۱ |
| ۷۱   | کوشک رموک                      | کرمان   | بخش شهداد                                                        | پس از اسلام                     | ۸۲۷       | ۱۳۴۷/۰۲/۲۶ |

به نقل از فهرست آثار ثبت شده ملی